# Eccopidia vinistis
Eccopidia vinistis är en fjärilsart som beskrevs av George Francis Hampson 1903. Eccopidia vinistis ingår i släktet Eccopidia och familjen mott. Inga underarter finns listade i Catalogue of Life.